# 立小路車站
立小路車站 （日语：／ Tachikōji eki */?）是一由東日本旅客鐵道（JR東日本）所經營的鐵路車站，位於日本山形縣最上郡最上町，是JR東日本陸羽東線沿線的一座無人車站。立小路車站位於JR東日本仙台支社的管轄範圍內，由新庄車站負責管理。

## 車站結構
立小路車站是一個僅設有一座側式月台一條乘車線的小型車站，並設有主要是作為候車室用途的小型站房。
立小路的車站周圍大都是農田，鄰近地區的住宅大都聚集在車站西南方約百餘公尺、走向與陸羽東線大致平行的國道47號（北羽前街道）。

## 相鄰車站
東日本旅客鐵道
■陸羽東線
赤倉溫泉－立小路－最上

## 外部連結
- 立小路車站（JR東日本） （页面存档备份，存于）（日語）

38°44′31.67″N 140°32′33.25″E / 38.7421306°N 140.5425694°E